# (26357) Laguerre
(26357) Laguerre (1998 YK10) – planetoida z pasa głównego asteroid okrążająca Słońce w ciągu 4,25 lat w średniej odległości 2,62 j.a. Odkryta 27 grudnia 1998 roku.